# El Madania
El Madania è un comune dell'Algeria, situato nella provincia di Algeri.